# Сайніай (Південна Дакота)
Сайніай (англ. Sinai) — місто (англ. town) в США, в окрузі Брукінґс штату Південна Дакота. Населення — 99 осіб (2020).

## Географія
Сайніай розташований за координатами 44°14′40″ пн. ш. 97°2′39″ зх. д. / 44.24444° пн. ш. 97.04417° зх. д. (44.244494, -97.044031).  За даними Бюро перепису населення США в 2010 році місто мало площу 0,95 км², уся площа — суходіл.

## Демографія
Згідно з переписом 2010 року, у місті мешкало 120 осіб у 52 домогосподарствах у складі 32 родин. Густота населення становила 126 осіб/км².  Було 61 помешкання (64/км²).
Расовий склад населення:
| - 96,7 % — білих - 0,8 % — азіатів |

До двох чи більше рас належало 2,5 %. Частка іспаномовних становила 1,7 % від усіх жителів.
За віковим діапазоном населення розподілялося таким чином: 28,3 % — особи молодші 18 років, 59,2 % — особи у віці 18—64 років, 12,5 % — особи у віці 65 років та старші. Медіана віку мешканця становила 37,0 року. На 100 осіб жіночої статі у місті припадало 122,2 чоловіків;  на 100 жінок у віці від 18 років та старших — 115,0 чоловіків також старших 18 років.
За межею бідності перебувало 23,8 % осіб, у тому числі 33,3 % дітей у віці до 18 років та 0,0 % осіб у віці 65 років та старших.
Цивільне працевлаштоване населення становило 67 осіб. Основні галузі зайнятості: освіта, охорона здоров'я та соціальна допомога — 28,4 %, роздрібна торгівля — 16,4 %, виробництво — 14,9 %, мистецтво, розваги та відпочинок — 14,9 %.